# 88 Thisbe
88 Thisbe este un asteroid din centura principală, descoperit pe 15 iunie 1866, de Christian Peters.